# Sozialdemokratische Arbeiterpartei
Sozialdemokratische Arbeiterpartei (SDAP) var et blandt flere forløberpartier for det tyske socialdemokratiske parti Sozialdemokratische Partei Deutschlands (SPD). Partiet blev grundlagt i byen Eisenach i Det nordtyske forbund den 8. august 1869 på initiativ af bl.a. August Bebel og Wilhelm Liebknecht.
Partiet eksisterede frem til maj 1875 under navnet Sozialdemokratische Arbeiterpartei, hvorefter det fusionerede med Allgemeiner Deutscher Arbeiterverein (ADAV), hvorefter det sammenlagte parti fortsatte under navnet Sozialistischen Arbeiterpartei (SAP).
SAP blev i 1890 omdannet til SPD.